# Darwin (Kalifornia)
Darwin – jednostka osadnicza w Stanach Zjednoczonych, w stanie Kalifornia, w hrabstwie Inyo.